# Giulio Del Torre
Giulio Del Torre (Trieste, 1894 – Torre del Lago Puccini, 31 ottobre 1968) è stato un attore e regista italiano.

## Biografia
Iniziò giovanissimo nel cinema muto, interpretando in diversi film come attore, inizialmente in ruoli secondari, e successivamente, nel corso degli anni dieci e venti, in ruoli più importanti e diretto da famosi registi dell'epoca.
Nel 1931 diresse il suo primo film da regista, e lo fece in Francia, Le disparu de l'ascenseur, al quale fece seguito nel 1934, il cortometraggio Les surprises du cinéma parlant.
Nel 1939 sposò l'attrice tedesca Gina Falckenberg, che diresse nel film Anime in tumulto del 1942, e con la quale collaborò alla sceneggiatura del film Vento di primavera del 1958.

## Filmografia

### Attore
- Histoire d'un Pierrot, regia di Baldassarre Negroni (1913)
- Il mio diario di guerra, regia di Riccardo Tolentino (1915)
- L'ostacolo, regia di Baldassarre Negroni (1915)
- Amor che tace, regia di Vitale De Stefano (1916)
- Eva nemica, regia di Giuseppe Pinto ed Eleuterio Rodolfi (1916)
- Il cavaliere del silenzio, regia di Oreste Visalli (1916)
- La leggenda di Pierrette, regia di Gero Zambuto (1916)
- Marzy pel vasto mondo , regia di Riccardo Tolentino (1917)
- La serata di gala di Titina, regia di Giuseppe Guarino (1917)
- I moderni moschettieri, regia di A.G. Caldiera (1918)
- Il tesoro di Isacco, regia di Mario Calderini (1918)
- Il dramma di una stirpe, regia di Amleto Palermi (1918)
- L'ultima avventura, regia di Mario Gargiulo (1920)
- L'artefice dell'amore, regia di Charles Krauss (1920)
- Marta Galla, regia di Ubaldo Maria Del Colle (1920)
- Un cuore nel mondo, regia di Amleto Palermi (1920)
- Mimì Fanfara, regia di Ubaldo Maria Del Colle (1920)
- Paris-New York-Paris, regia di Robert Péguy (1927)

### Regista
- Le disparu de l'ascenseur (1931)
- Les surprises du cinéma parlant (1934)
- Anime in tumulto (1942)
- Vento di primavera (1959)